# Gunhild Eklund
Gunhild Thyra Elisabeth Eklund, född Levenius 16 juli 1932 i Umeå stadsförsamling, Västernorrland, död 19 december 2020 i Bursins, Vaud, var en svensk textilingenjör och vinproducent. Hon var tillsammans med sin make Curt Eklund ägare av franska vinslottet Château Bernadotte i Médoc åren 1973–1997. Gunhild Eklund var dotter till överste Gunnar Levenius och syster till generalkonsuln Gertrude Carrington.

## Biografi

### Bakgrund
Gunhild Eklund arbetade som textilingenjör och var direktör för klädföretaget Weekend Fashion i Genève.

### Château Bernadotte
Eklund började sin karriär som vinproducent med en vingård i närheten av Genève. Hon expanderade så småningom till Frankrike och köpte 1972 fem hektar odlingsmark i Bordeaux-trakten. Året därpå köpte Eklund tillsammans med sin make det närliggande vinslottet Château Fournas i byn Le Fournas i Médoc. Makarna genomförde en omfattande renovering av slottet, källaren och vingården. De köpte ännu mera mark och 1981 täckte vinodlingarna 20 hektar. Slottet döptes om till Le Fournas Bernadotte, en hyllning till den svenska kungen Karl XIV Johan, och vinet såg ett rejält kvalitetslyft. 1997 sålde makarna Eklund slottet till grannen May-Éliane de Lencquesaing.

## TV-framträdanden
Gunhild Eklund hade tillsammans med sin make Curt en framträdande roll i Följ med till Bordeaux där programledaren Carl Jan Granqvist besökte Château Bernadotte. Programmet sändes i SVT första gången den 29 december 1990.

## Familj

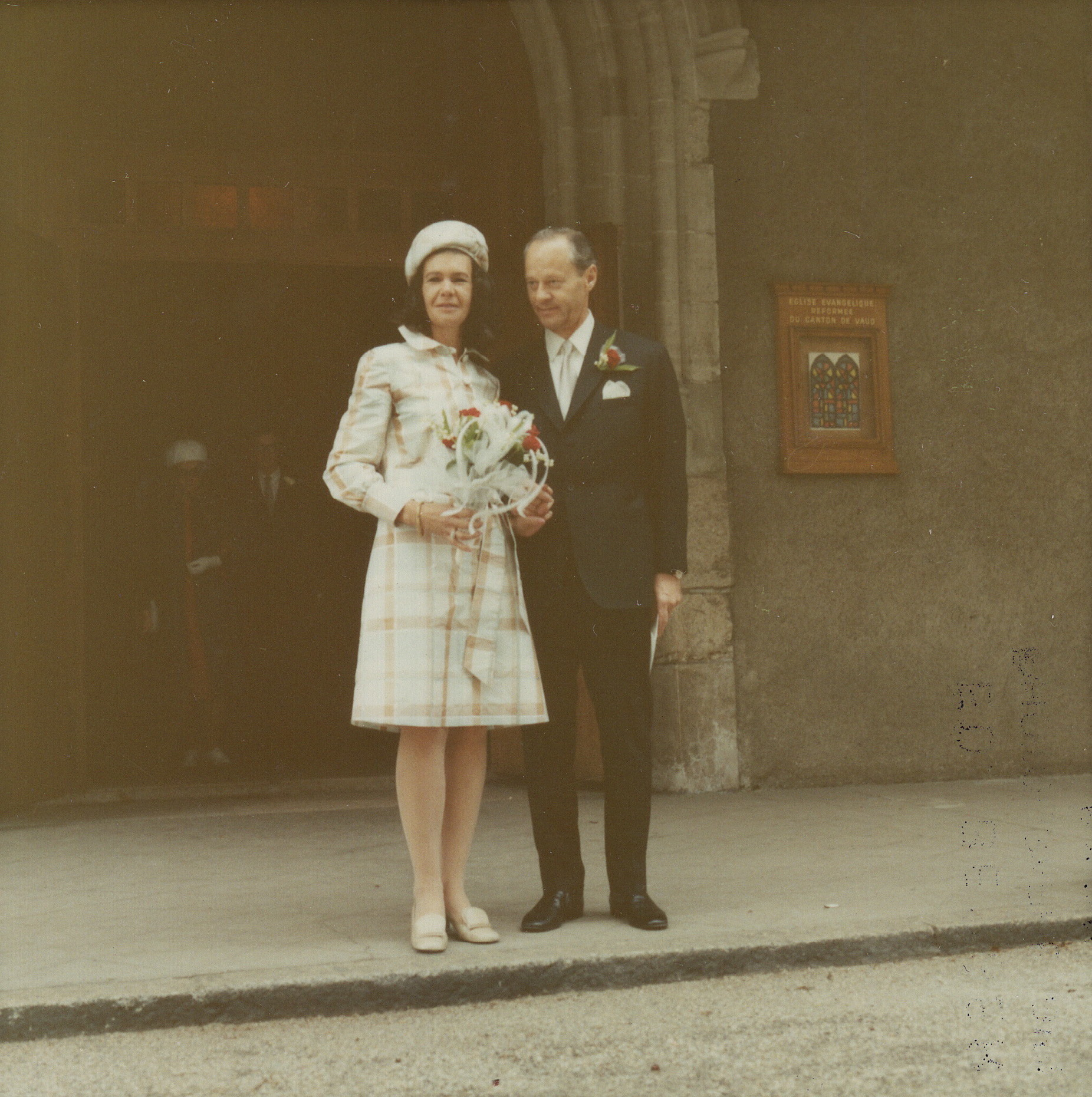
Gunhild och Curt Eklund vid deras vigsel, 1970.

Gunhild Eklund var dotter till överste Gunnar Levenius och Gertrude Lilljeforss och syster till generalkonsuln Gertrude Carrington. Hon gifte sig den 6 maj 1970 i Nyon med industrimannen Curt Eklund.